# منتخب جامايكا لهوكي الجليد للناشئين

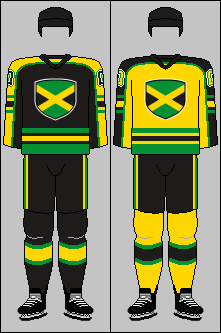

منتخب جامايكا لهوكي الجليد للناشئين (بالإنجليزية: Jamaica men's national junior ice hockey team)‏ هو ممثل جامايكا الرسمي في المنافسات الدولية في هوكي الجليد للناشئين
.